# Chronoswiss

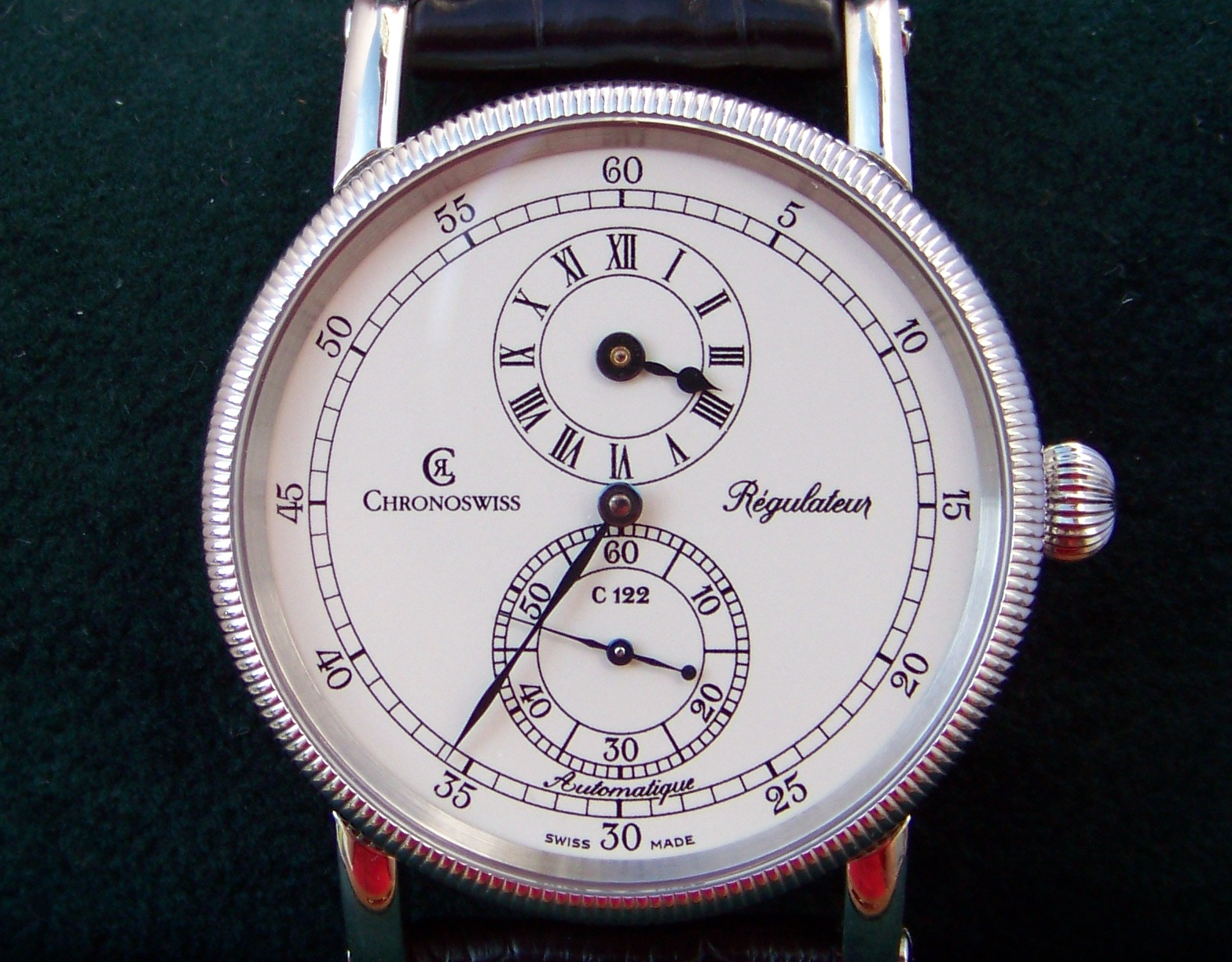
Chronoswiss Régulateur CH 1223 Stahl

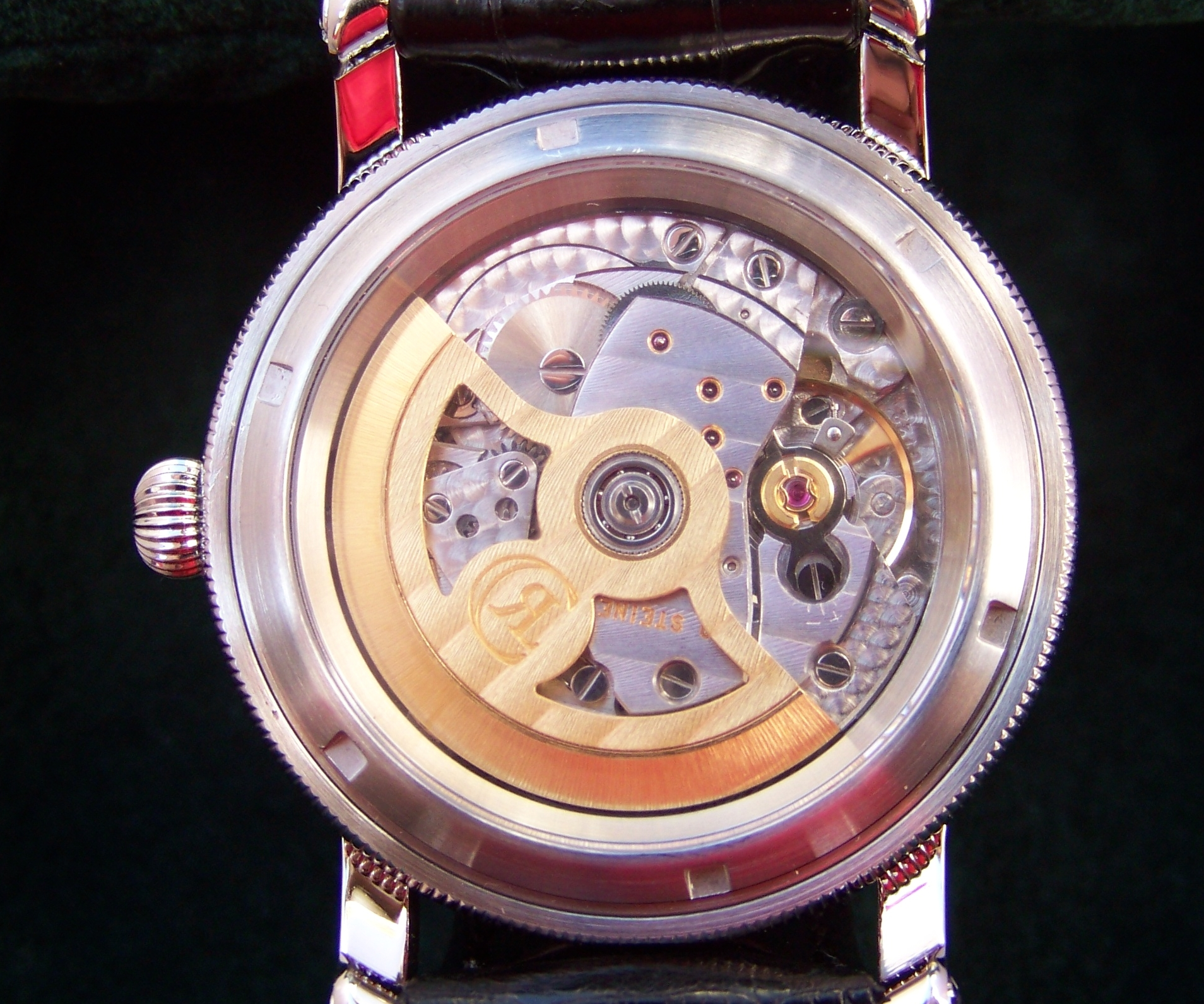
Chronoswiss Regulateur CH 1223 Stahl Kaliber C.122 (Basis Enicar 165) mit skelettiertem Rotor

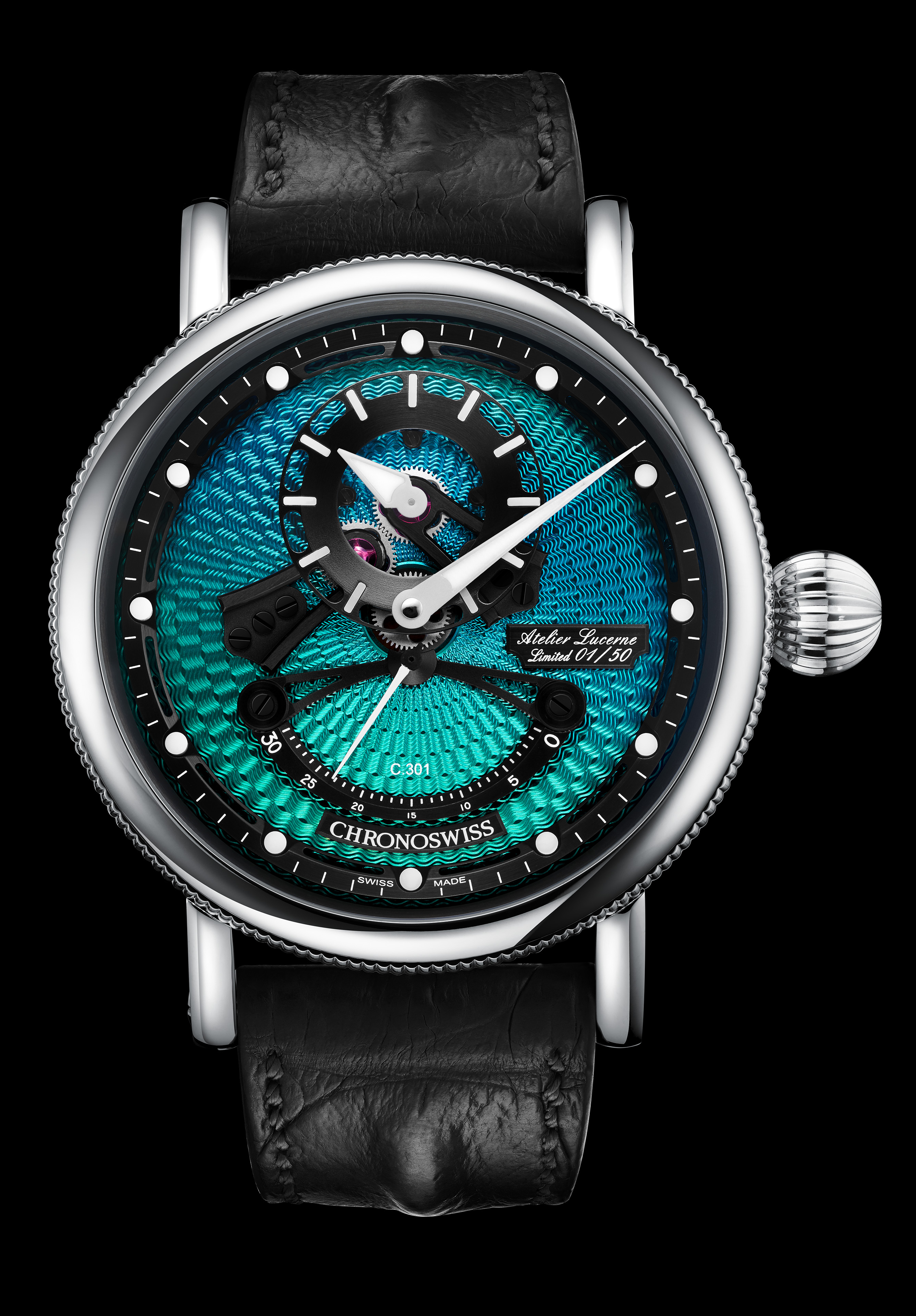
Open Gear ReSec Paraiba

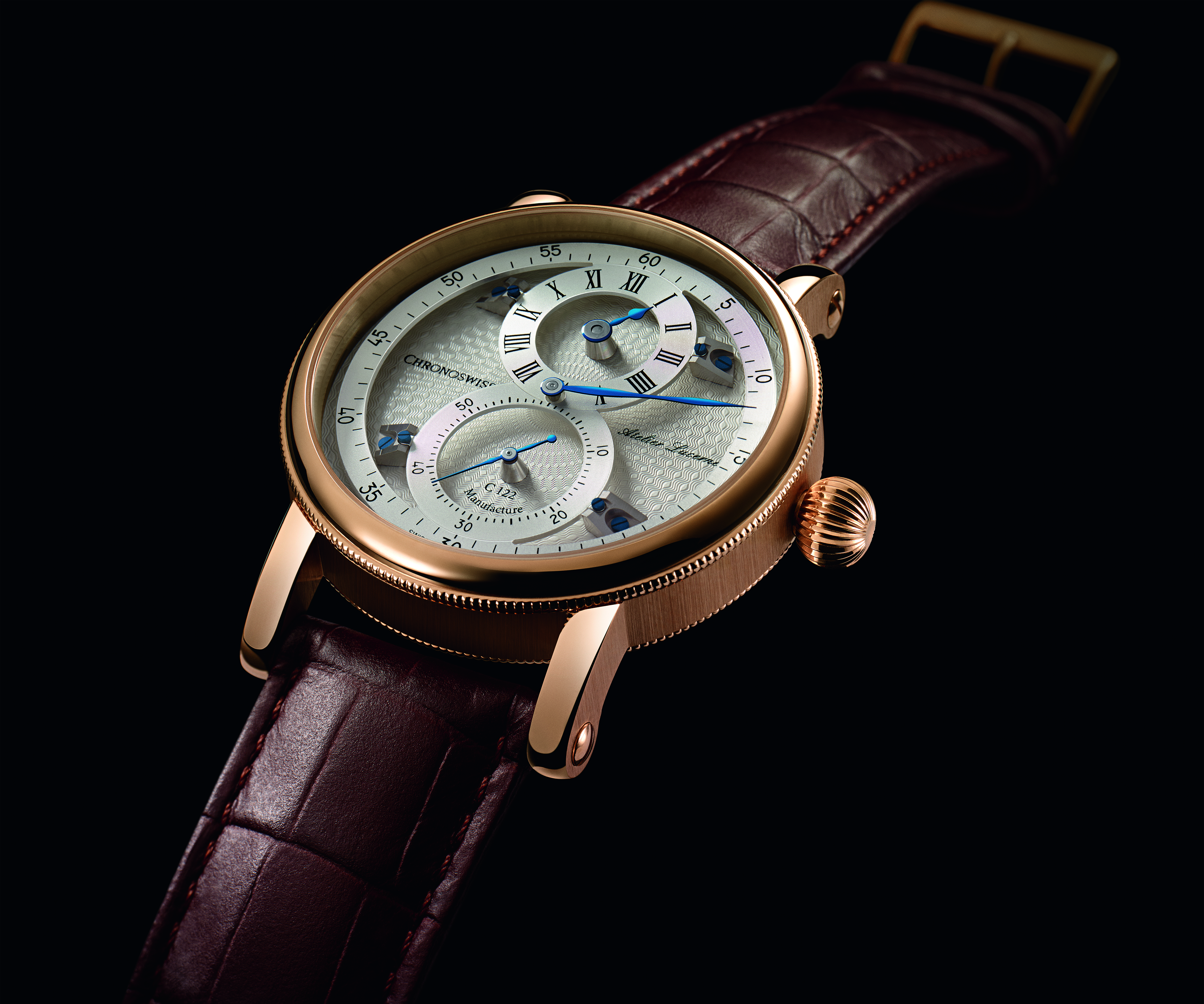
Flying Regulator

Chronoswiss ist ein Schweizer Uhrenhersteller mit Sitz in Luzern, der 1981 von Gerd-Rüdiger Lang in München gegründet wurde und seit 1983 als Chronoswiss Uhrenfabrikation Uhren herstellt.

## Geschichte
In den Anfängen von Chronoswiss wurden Restbestände von mechanischen Uhrwerken des Herstellers Enicar, die nicht mehr hergestellt wurden, in Uhrengehäuse eingeschalt und verkauft. Die heutige Kollektion besteht aus mechanischen Uhren und umfasst auch limitierte Auflagen. Kennzeichnend für die Uhren sind unter anderem die Zwiebelkrone, die gerändelte Lünette sowie verschraubte Armbandstege.
Zu den typischen Komplikationen gehörte neben der Verwendung von Viertelstunden-Repetition (Modell Repetition à quarts) die Einführung des ersten skelettierten Automatik-Chronographen (Modell Opus). Mit Hilfe von Originalwerkzeugen aus den 40er Jahren wurde das Modell Klassik Chronograph hergestellt. Das Modell Orea weist eine Zifferblatt-Emaillierung auf. Zu den bis heute bekanntesten Modellen der Marke gehört der 1987 vorgestellte und ab 1988 erhältliche Régulateur, die erste serienmässige Armbanduhr mit Regulator-Zifferblatt. Über die Jahrzehnte entwickelte sich daraus die Ikone der Marke, die ständig weiterentwickelt wurde. 2016 stellte Chronoswiss mit dem Flying Regulator das erste Regulator-Modell mit einem Zifferblatt auf mehreren Ebenen vor. 
Ab Dezember 2006 war der Sitz der Firma in Karlsfeld bei München. Chronoswiss produzierte 2012 jährlich weniger als 5000 Uhren (geschätzt). Anfang 2012  verkaufte die bisherige Eigentümerfamilie Lang ihre Anteile an der Chronoswiss Uhren GmbH an die Schweizer Unternehmerfamilie Oliver und Eva Maria Ebstein, ansässig in Luzern am Vierwaldstättersee, im August 2013 gab Chronoswiss bekannt, dass der Standort Karlsfeld vollständig aufgegeben werden soll, 2014 wurde der Firmensitz nach Luzern verlegt.
In den dortigen Ateliers entstehen neben  mechanischen Zeitmessern auch limitierte Auflagen und Massanfertigungen, die zum Teil mit historischen Handwerkskünsten wie Emaille oder Guilloche veredelt werden.